# Pseudoctenus
Pseudoctenus là một chi nhện trong họ Zoropsidae.